# Cenci (famiglia)
I Cenci sono una delle più antiche famiglie romane dal passato potente ed illustre.
Famiglia romana tuttora esistente, dal 1775 Cenci Bolognetti.
Il maschio primogenito porta i titoli di Principe di Vicovaro, Conte, Patrizio Romano, Coscritto, Nobile di Tivoli e di Bologna mentre gli altri membri della famiglia portano i soli titoli di Patrizio Romano, Nobile di Tivoli e di Bologna.
Sin dall'IX secolo parteciparono attivamente alla vita politica del libero comune di Roma difendendone l'autonomia anche con sacrificio della vita. Furono ricevuti negli Ordini di Malta e di Santo Stefano.
Famiglia nobile del Lazio e Patrizia romana Roma.

## Origine
L'origine della famiglia Cenci si fa risalire alla gens Cincia (Marco Cincio Alimento autore della Lex Cincia donis ac muneribus, Lucio Cincio Alimento).  Tra i suoi membri si trovano, Cardinali, Legati Pontifici, Governatori, Podestà, prelati, letterati, uomini d'arme, diplomatici e uomini politici dello Stato Pontificio. Alla famiglia Cenci è stato anche attribuito papa Giovanni X (914-928). In età medievale, membri del casato ricoprirono vari incarichi pubblici tra i quali la carica di Senatore di Roma e di Prefetto di Roma. Risultava composta di vari rami fin dal sec. XI.
Nell'archivio Cenci, oggi presso l'Archivio di Stato di Roma, sono custoditi documenti di famiglia risalenti al XII secolo.
I Cenci risultano imparentati con diverse famiglie romane tra cui i Crescenzi. Tuttavia l'uso molto comune del nome Cencio e dei crescenti in alcuni stemmi nell'area romana, presenta ancora incertezze sulle relazioni tra le famiglie e sulla riconducibilità ad un medesimo capostipite.

## Storia

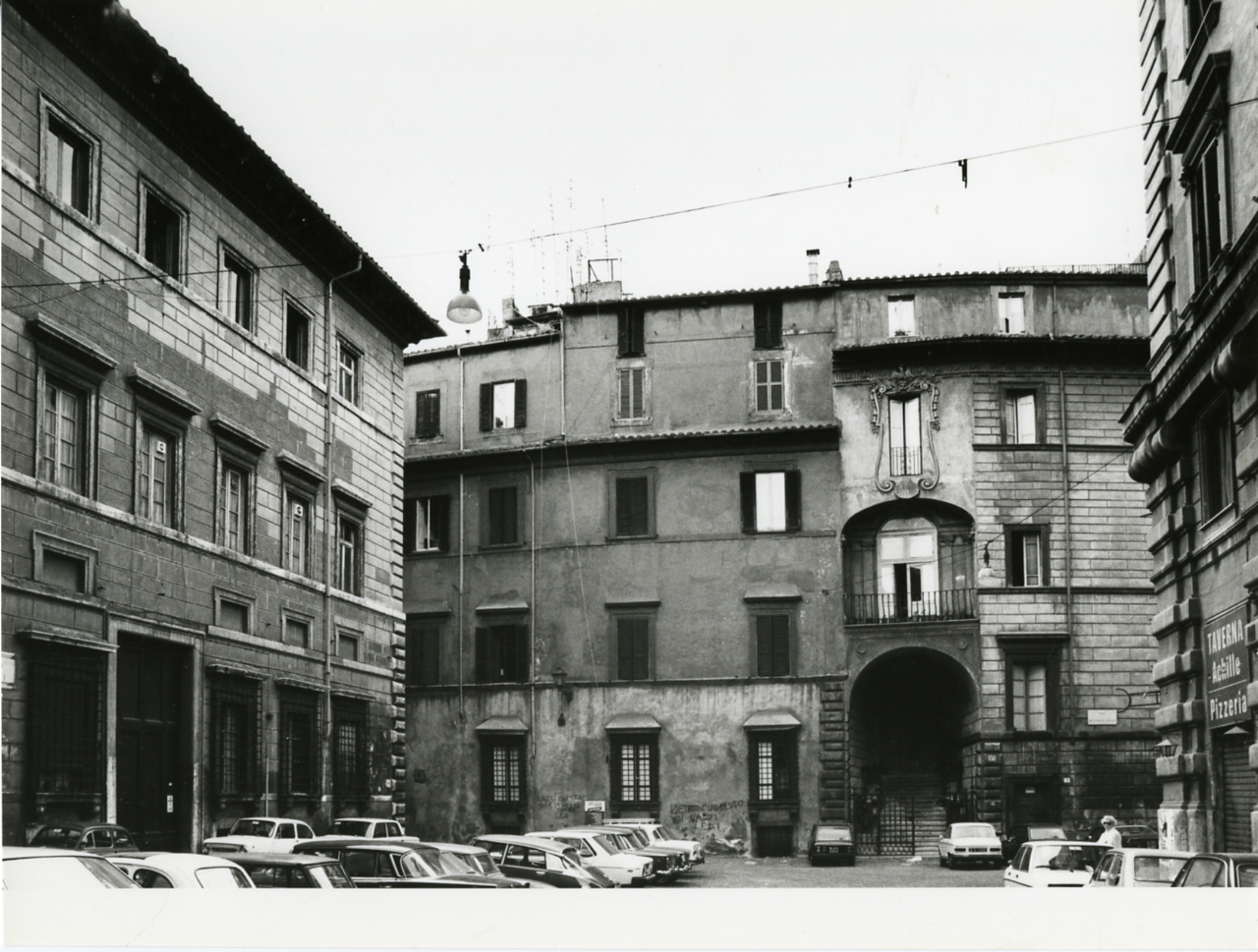
Piazza Cenci con alla sinistra e di fronte i palazzi appartenuti ai Cenci. Foto di Paolo Monti, 1979

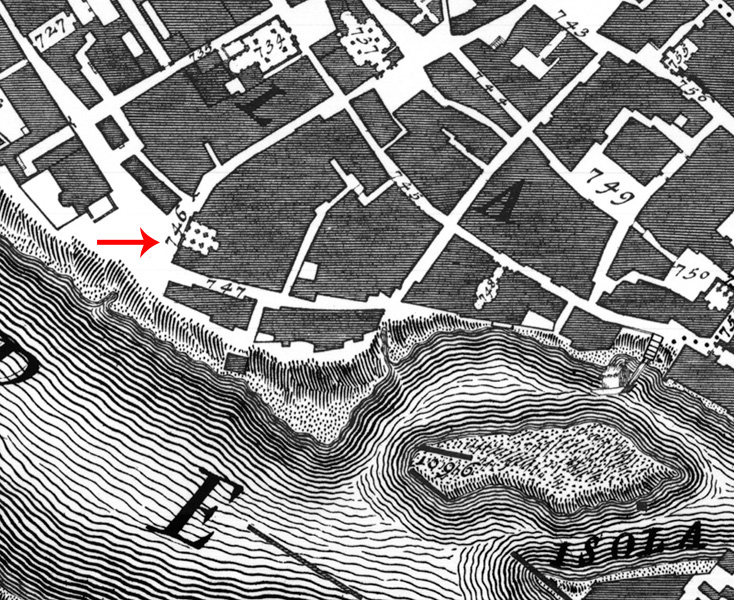
Nuova Topografia di G.B. Nolli: sulla destra in parte visibile l'area del Monte de' Cenci

Si ritiene che il capostipite della famiglia fu Stefano, Prefetto dell'Urbe e padre del Cencio che, nella notte di Natale del 1075, rapì il Papa Gregorio VII; altri li fanno discendere dal senatore di Roma Grisotto di Cencio vissuto nel 1148.
Nel'XI secolo, due membri di questa famiglia (Paolo e Bernardino) parteciparono alla Prima crociata (1096-1099) con Boemondo I d'Antiochia.
La famiglia possedeva una torre ed un balneum almeno dal XIII secolo; da essi prese nome il Monte dei Cenci sorto, come si riteneva secondo una teoria ormai senza fondamento, sulle rovine, del teatro di Cornelio Balbo. Nel 1554 ottennero il patronato sulla chiesa di S. Tommaso, costruita nel medesimo complesso.
Già nel Rinascimento la famiglia annoverava circa duecento componenti, divisi in quattro rami.

### Ramo di Arenula
Tra i vari rami il più noto è quello detto di Arenula dal rione dove ebbero le loro abitazioni: non risiedendo lontano dal Tevere e dall'Isola Tiberina, essi diedero poi nome ad un tratto di Lungotevere.
I Cenci di Arenula, sin dal secolo XIII, ebbero membri che ricoprirono cariche cittadine come facenti parte della nobiltà municipale.

A questo ramo appartenne nel secolo XIV Giovanni di Giacomo, Cancellarius Urbis prima (1367) e Senatore di Roma poi (1380), nominato Romani populi generalem capitaneum, ordinatorem et reformatorem ad partes et loca districtus Urbis in Tuscia, Colinea et Sabinea constituta, fu costui a presiedere alla cerimonia di sepoltura di S. Caterina da Siena a Roma; così come altri membri della famiglia ricoprirono ancora la carica senatoriale e ripetutamente la carica di Conservatore.
Nel 1432 il nobile Giacomo di Lello di Alessio Cenci acquistava il casale di Falcognana ed altre tenute confinanti da Prospero e Odoardo Colonna per 5.652 fiorini.
L'intensa attività mercantile esercitata durante il secolo XVI soprattutto da Cristoforo, già canonico di San Pietro che divenne Tesoriere generale della Camera Apostolica (1550-1560), gli consentì di accumulare notevoli ricchezze oltre a quelle già possedute grazie al commercio sul grano.
La famiglia divenne così tra le maggiori proprietarie di casali ed estese tenute nella campagna romana, come Falcognana, Castel Campanile, Testa di Lepre, Capo di Bove o Mausoleo di Cecilia Metella e Torrenova. Quest'ultima, dalla famiglia Cenci, prese nome di Rocca Cencia, così come Tor de' Cenci; i suoi componenti furono anche Signori dei castelli di Nemi (1566-1572) e Genazzano, in Abruzzo, di quelli di Assergi (acquistato tra il 1530 ed il 1540), Pescomaggiore, Vallefredda, Filetto, Camarda ed Aragno, che dovranno cedere ai Caffarelli dopo le vicende della morte violenta di Francesco padre di Beatrice. 
La famiglia fu illustrata dai cardinali Tiberio, Baldassarre, Serafino e Baldassarre juniore.

## Beatrice Cenci
Al ramo di Arenula appartennero Francesco e la figlia Beatrice, protagonisti di un clamoroso caso giudiziario alla fine del Cinquecento.

## Principi di Vicovaro
Motto Bolognetti: nusquam tuta fide

Stemma dei Cenci Bolognetti

Il principato di Vicovaro pervenne ai Cenci per eredità Bolognetti grazie al matrimonio tra Virginio Cenci e Anna Maria Bolognetti, sorella di Giacomo Bolognetti, III principe di Vicovaro. Da questa unione ebbe origine la casata dei Cenci Bolognetti principi di Vicovaro:
- Girolamo (m. 1803), IV principe di Vicovaro
- Virginio (1765-1837), V principe di Vicovaro
- Alessandro (1801-1872), VI principe di Vicovaro
- Virginio (1840-1909), VII principe di Vicovaro
- Guido (1881-1965), VIII principe di Vicovaro
- Paolo (1929-1996), IX principe di Vicovaro
- Stefanello, X principe di Vicovaro

## Palazzi
- Palazzo Stati Cenci, o Cenci alla Dogana oggi Palazzo Maccarani Stati.
- Palazzo Cenci-Bolognetti, in Piazza del Gesù.
- Palazzo Bolognetti-Torlonia, demolito nel 1903 nella realizzazione di Piazza Venezia.
- Palazzo Cenci alla Regola[15].
- Castello di Vicovaro (detto Palazzo Cenci Bolognetti)[16][17].
- Castrum del Mausoleo di Cecilia Metella.
- Castello di Torrenova, proprietà dei Cenci dal 1562[18].

## Altra famiglia
Una famiglia di Toscana portava anch'essi il cognome di Cenci (oppure Centi o Conci). Questi erano i Cenci di Firenze.